# Brüder Methe

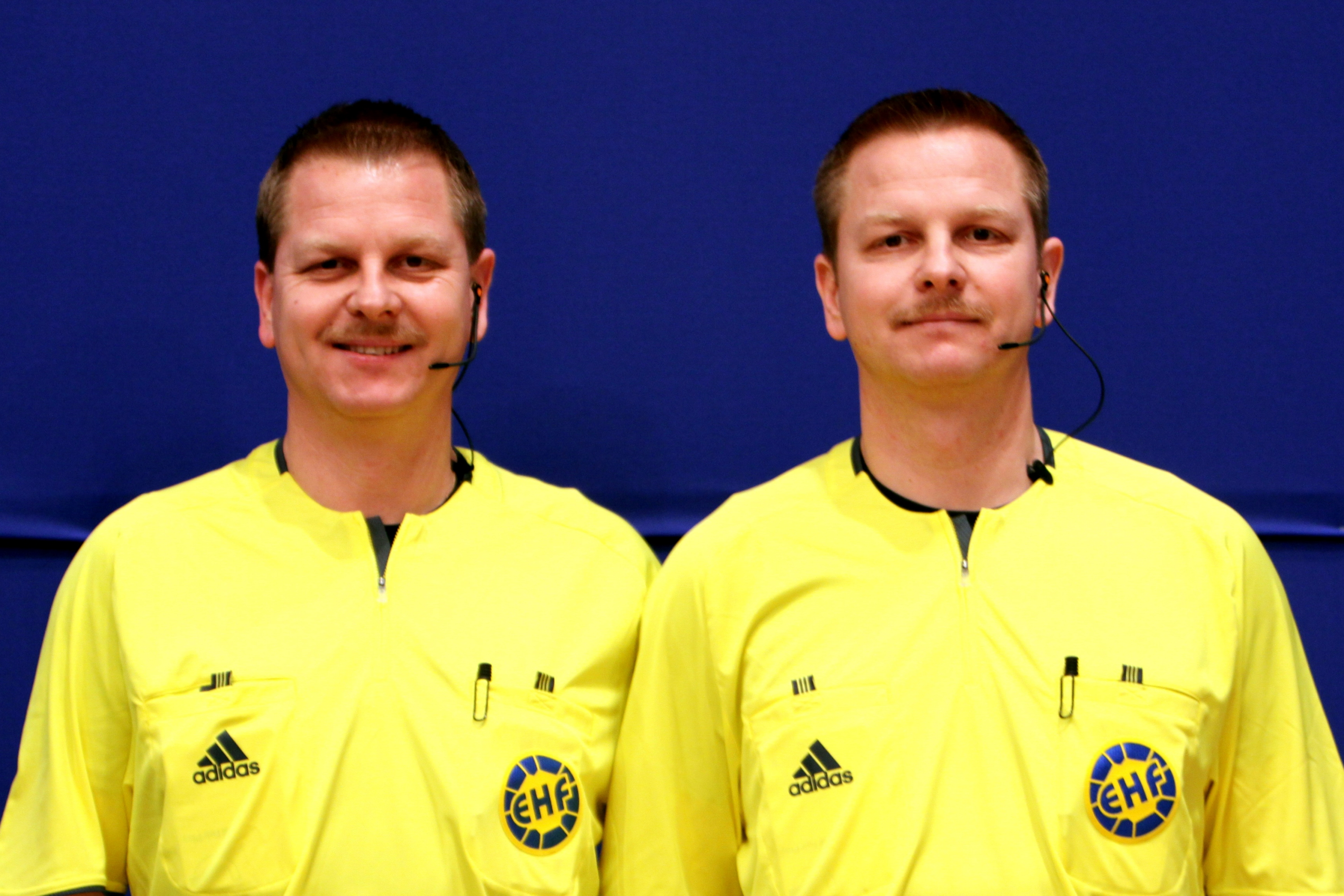
Bernd und Reiner Methe (2010)

Bernd Methe und Reiner Methe (* 1. Juni 1964; † 11. November 2011 bei Empfingen) waren ein deutsches Handballschiedsrichter-Gespann.
Sowohl Bernd als auch Reiner Methe spielten zunächst als Torhüter bzw. Kreisläufer selbst aktiv Handball.
Die Zwillingsbrüder gehörten zum Hessischen Handballverband und waren seit 1987 Schiedsrichter. Seit 1988 pfiffen sie gemeinsam als Gespann. Seit 1993 gehörten sie zum DHB-Kader und leiteten gemeinsam 670 Bundesligaspiele. 1995 wurden sie in den A-Kader berufen. Seit 1998 waren Methe/Methe im EHF/IHF-Kader und leiteten 206 internationale Spiele. Unter anderem wurden sie bei der Weltmeisterschaft der Männer 2007 eingesetzt und bei der Europameisterschaft der Männer 2010. Dort wurden sie von der EHF zur Leitung des Finales Kroatien gegen Frankreich angesetzt. Zu diesem Spiel sagte der ehemalige Welthandballer und französische Weltmeister Nikola Karabatić: „Das war ein schwieriges Spiel, es gab sehr viele Emotionen. Aber die Methes haben es super gemacht. Man konnte auch noch nach dem Spiel mit ihnen reden und lachen“. 1999 leiteten sie das Männer-Finale der Deutschen Beachhandball-Meisterschaften.
Im Jahre 2009 wählten die Manager und Geschäftsführer der Handball-Bundesliga die Zwillingsbrüder zum besten Schiedsrichtergespann 2008/09. In der Saison 2009/10 konnten sie diesen Titel verteidigen.
Im Dezember 2009 traten sie zusammen als Schiedsrichter bei Schlag den Raab auf. Sie wohnten im hessischen Vellmar, waren beide verheiratet und hatten insgesamt drei Kinder.
Bernd und Reiner Methe verunglückten am 11. November 2011 bei einem Autounfall tödlich. Sie waren auf dem Weg zur Sparkassen-Arena in Balingen, wo sie die Bundesligapartie HBW Balingen-Weilstetten gegen SC Magdeburg leiten sollten. Sie gerieten auf der Bundesstraße 463 in den Gegenverkehr, stießen mit einem LKW zusammen und starben noch am Unfallort. Die Staatsanwaltschaft geht nach einer Untersuchung von einem Fahrfehler als wahrscheinlichste Ursache für den Unfall aus.